# Microtropesa latigena
Microtropesa latigena là một loài ruồi trong họ Tachinidae.